# Boban Babunski
Pour les articles homonymes, voir Babunski.
Boban Babunski est un footballeur macédonien né le 5 mai 1968 à Skopje.
Il est le père de l'international David Babunski.

## Biographie

### Carrière internationale
- 23 sélections et 1 but avec l'équipe de Macédoine de 1993 à 2000.
- 2 sélections et 0 but avec l'équipe de Yougoslavie en 1991.

### Carrière d'entraîneur
Entre juin et août 2011 il assume l'intérim comme sélectionneur de l'équipe de Macédoine. Boban Babunski est actuellement le sélectionneur de l'équipe de Macédoine des moins de 21 ans dans laquelle jouent ses deux fils, David et Dorian.